# Traute Foresti
Traute Foresti (* 15. März 1915 in Küb am Semmering als Gertraud Stefanie Maria Luise Josefa Margareta Fritz; † 3. April 2015 in Wien) war eine österreichische Lyrikerin, Nachdichterin und Schauspielerin.

## Leben
Nach einem Jahr Realgymnasium in Wien und drei Jahren Mädchenpensionat an der Schule der Kreuzschwestern in Gmunden-Ort absolvierte Foresti die Oberstufe im Realgymnasium am Innrain in Innsbruck und maturierte 1934. Um sich der strengen Erziehung ihres Vaters zu entziehen, übersiedelte sie 1935 nach nur einem Jahr Studium der Philosophie nach Berlin, wo sie in den ersten Jahren als Volontärin und Praktikantin, als Kinderpflegerin und Hortnerin sowie als Privatlehrerin und Erzieherin bei verschiedenen Auftraggebern arbeitete.
1939 begann sie ihr zweijähriges Studium der Psychotherapie am Institut für psychologische Forschung und Psychotherapie und nahm bis zu ihrer Übersiedlung nach Wien 1941 Schauspielunterricht bei Paul Günter vom Deutschen Theater Berlin. 1942 schloss sie in Wien ihre Schauspielausbildung durch eine Prüfung vor einer Schauspielkommission ab und führte seither den Künstlernamen Traute Foresti.
Ihre künstlerische Laufbahn begann 1942 mit Lesungen deutscher und fernöstlicher Lyrik und führte die Schauspielerin ab der Spielzeit 1945/1946 als Mitglied der Vorarlberger Landesbühne nach Bregenz, wo sie unter anderem die Lady Milford in Friedrich Schillers Kabale und Liebe spielte.
Parallel zu ihrer Schauspieltätigkeit arbeitete Foresti beim Österreichischen Rundfunk. Zunächst in Innsbruck und danach in Dornbirn als Sprecherin beschäftigt, wirkte sie später in Wien auch in Hör- und Fernsehspielen mit und gestaltete gemeinsam mit Janko Musulin die Literatursendung Welt des Buches. Bis in die 1990er Jahre lieferte sie eine Vielzahl an Beiträgen, zuletzt vor allem für die Sendereihe ex libris.
Foresti verstand sich als Sprachrohr für Literatur, als Stimme der Dichter; sie trug Texte von Friederike Mayröcker, H. C. Artmann, Elfriede Gerstl, Hermann Schürrer, Josef Enengl und anderen der Gruppe Freibord vor, als sie noch wenig bekannt waren.
Der Beiname „gute Fee der österreichischen Literatur“ brachte ihr zahlreiche Vortragsreisen ein, die sie seit Anfang der 1960er Jahre durch ganz Europa führten.
Als Lehrerin für Sprech- und Stimmbildung hatte sie namhafte Schüler wie Axel Corti, Christine Edelweiß, Jörg Jannings, Gerhard Jaschke, Hermann Gmeiner, Käthe Lentsch, Erika Remberg, Dietmar Schönherr und Karl Michael Vogler.
Erst spät begann sie eigene Werke zu veröffentlichen. 1985 erschien mit Tod du wirst meine letzte Liebe sein ihr erstes Buch mit Gedichten und Chansons. In den Folgejahren erschienen unter anderem der Erzählband Begegnungen auf der Milchstraße (1990), der Gedichtband Ankunft und Abschied oder Zwischen Fisch und Skorpion (1992), Das absolute Du (1994), ein „Lesebuch“ aus Prosatexten und Gesprächen, der Lyrikband Es brennt der Mohn (1997) und Die Stille herunterpflücken (2002).
Foresti starb am Karfreitag 2015 im Alter von 100 Jahren in Wien.

## Auszeichnungen
Für die Herausgabe der Sammlung Neue bulgarische Lyrik. 1300 Jahre Bulgarien (1980) wurde Traute Foresti der bulgarische
Orden der Heiligen Kyrill und Methodius verliehen.

## Werke

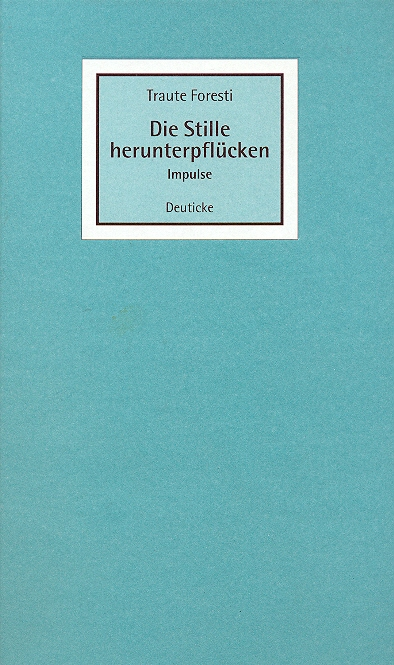
Die Stille herunterpflücken

- Neue bulgarische Lyrik, Herausgabe und Übersetzungen, Salzburg: Müller, 1980
- Tod, du wirst meine letzte Liebe sein. Gedichte und Chansons, Wien; Freiburg [Breisgau]; Basel: Herder, 1985
- Tagträume und Grenzgänge. Chronik meiner Jahre, Wien; Freiburg [Breisgau]; Basel: Herder, 1988, 1989
- Begegnungen auf der Milchstrasse. Merkwürdige Liebesgeschichten, Wien: Herder, 1990
- Ankunft und Abschied oder Zwischen Fisch und Skorpion. Gedichte, Freiburg [Breisgau]; Basel; Wien: Herder, 1992
- Das absolute Du. Ein Lesebuch, Weitra: Verlag Bibliothek der Provinz, 1994. ISBN 3-85252-029-0.
- Wiersze Wybrane, Wrocław: Wydawn. Św. Antoniego Wrocław, 1994
- Windstoß trägt mein Herz. Gedichte, Weitra: Verlag Bibliothek der Provinz, 1995. ISBN 3-85252-054-1.
- Piratin in fremden Gewässern. Auswahl aus Lyrik und Prosa 1990-1996, Weitra: Verlag Bibliothek der Provinz, 1996. ISBN 3-85252-089-4.
- Piratka na obcych wodach. Wybór tekstów liryki i prozy 1990-1996, Hrsg. von Edward Białek und Dalia Żminkowska, 1996
- Es brennt der Mohn. Prosa und Gedichte, Weitra: Verlag Bibliothek der Provinz, 2001. ISBN 3-85252-176-9.
- Die Stille herunterpflücken. Impulse, Wien; Frankfurt/Main: Deuticke, 2002
- Es bleibt der Klang. Gedichte, Weitra: Verlag Bibliothek der Provinz, 2014. ISBN 978-3-99028-077-5.